# Austrochaperina blumi
Austrochaperina blumi é uma espécie de anfíbio da família Microhylidae.
Pode ser encontrada nos seguintes países: Indonésia (Nova Guiné Ocidental) e possivelmente em Papua-Nova Guiné.
Os seus habitats naturais são: regiões subtropicais ou tropicais húmidas de alta altitude, jardins rurais e florestas secundárias altamente degradadas.